# Haniwa

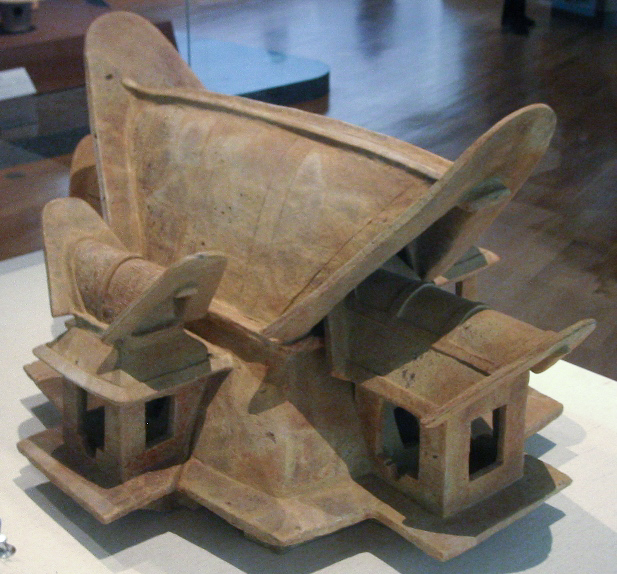
Haniwa en forme de demeure de l'élite.

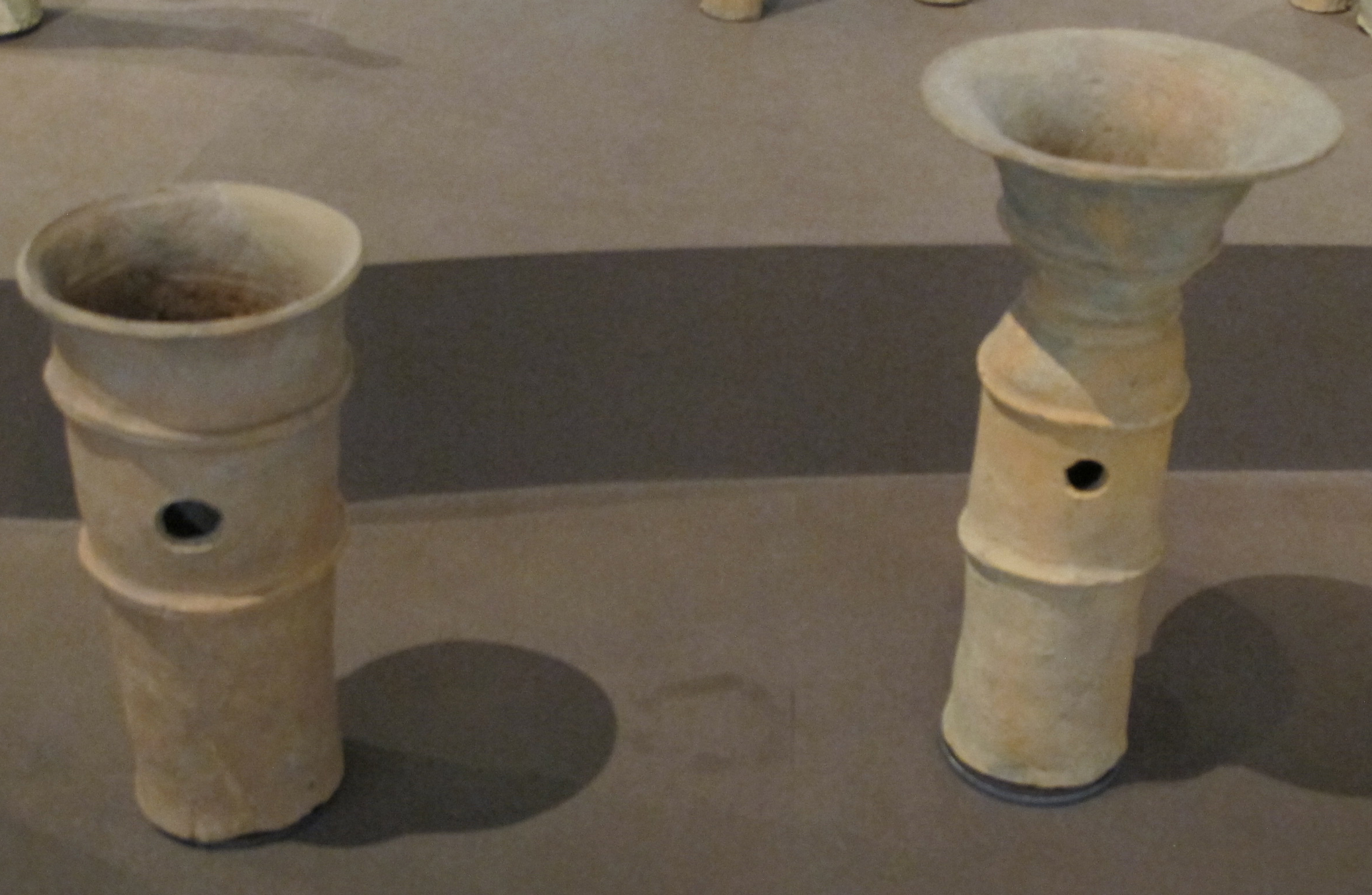
Haniwa commun en forme de cylindre percé (VIe siècle), musée national de Tokyo.

Les haniwa (埴輪, « cylindres de terre cuite ») sont des terres cuites funéraires japonaises. On les a retrouvés sur de nombreuses tombes de la période Kofun (古墳時代, Kofun jidai), du IIIe siècle au VIIe siècle. Le mot kofun désigne en japonais le type de tertres funéraires, souvent « en trou de serrure » mais aussi rond ou carré, qui apparait dans la seconde moitié du IIIe siècle et disparait au cours du VIIe siècle.
Ils sont un sujet de recherches scientifiques et archéologiques depuis l'ère Edo (江戸時代).
Les sources anciennes évoquant les haniwa sont peu nombreuses. On compte parmi elles le Nihon shoki (日本書紀, Annales du Japon, début du VIIIe siècle).

## Fonctions deshaniwa

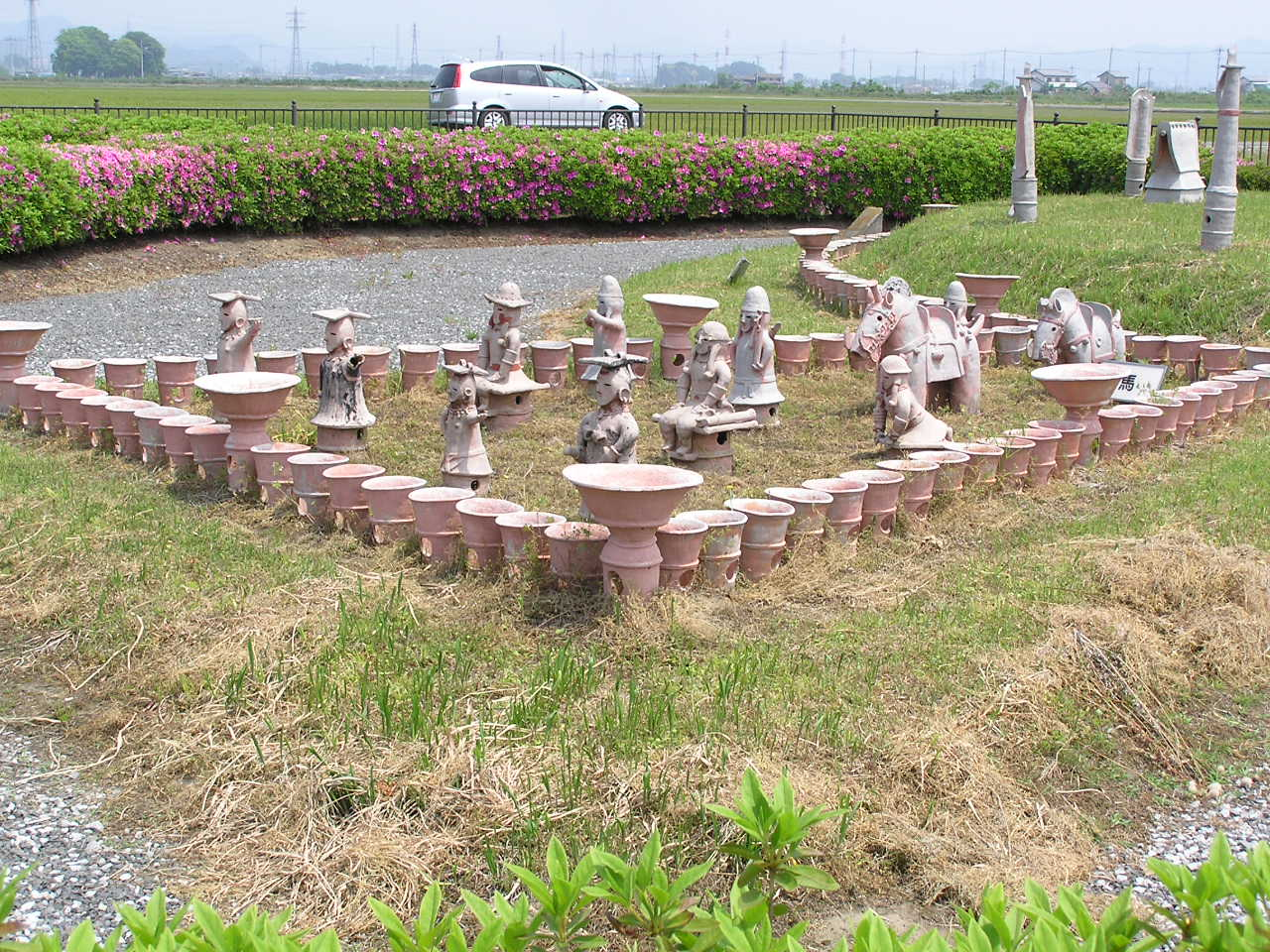
Alignement de haniwa, devant un tumulus (reconstitution), VIe siècle. Ōta, préfecture de Gunma, Kantō.

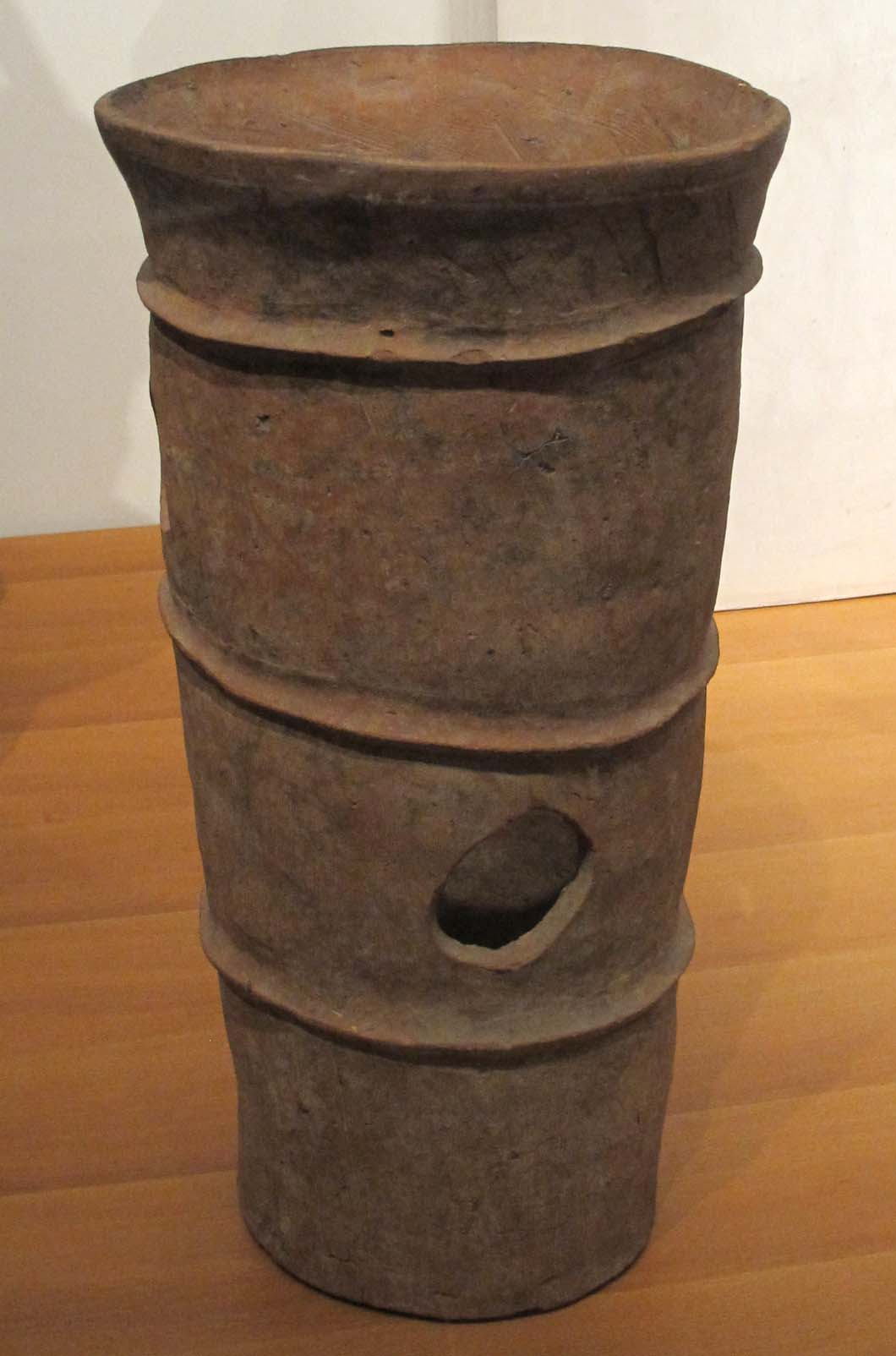
Haniwa cylindrique, musée Guimet.

Les haniwa cylindriques sont plantés en alignement serré, autour des tertres, et sur leur sommet, on trouve d'autres haniwa, des représentations figuratives.
Les haniwa sont des objets de terre cuite, le plus souvent de simples cylindres et, pour certains, figuratifs. Ils sont placés autour des tertres funéraires de l'élite dirigeante, les haniwa figuratifs se trouvant sur le tertre. Ces haniwa ont donc été trouvés dans le sud de Honshū — en particulier la région de Kinai autour de la préfecture de Nara — et au nord de Kyūshū, là où se trouvent les kofun. Les  haniwa figuratifs présentent des formes variées — chevaux, oiseaux, éventails, poissons, maisons, armes, boucliers, parasols, oreillers et des êtres humains, hommes et femmes, mais n'importe lesquels[pas clair], comme on verra plus bas. Sur certains haniwa, les cavaliers portent une armure, une épée ainsi que d'autres armes et ornements.
Leur origine dérive des piédestaux supports de jarres globulaires déposées auprès des tombes de chefs du Yayoi final. Ces piédestaux, très décorés de motifs curvilinéaires incisés et de motifs évidés, supportaient ces jarres qui contenaient probablement du riz. Les communautés paysannes les auraient déposées auprès du défunt dans l'espoir de récoltes abondantes. Les premiers haniwa cylindriques apparaissent par milliers et sont déposés autour du tertre par les communautés paysannes pour le bien-être commun. Disposés en rang serré, ils constituent comme une enceinte censée retenir l'esprit du chef défunt, et ainsi préserver la communauté. Quelques décors peints ont survécu, ils reprennent des motifs que l'on trouve sur les cloches dōtaku et sur les piédestaux du Yayoi final, en relation avec les rituels des communautés paysannes. Les haniwa cylindriques symbolisent des offrandes de nourriture faites par les gens du commun au chef décédé. Ces haniwa cylindriques sont déposés, au kofun initial, autour du tertre funéraire, alors que les traces des fêtes populaires précédentes disparaissent tout alentour, les rituels devenant de plus en plus ésotériques. 
Les haniwa figuratifs (maisons aux fenêtres ouvertes et silos de l'élite, soldats en armes, cavaliers, serviteurs…) sont des marqueurs du statut du défunt, déposés par les autres représentants de l'élite, cette fois-ci dispersés sur le dessus du tertre, et non sur le pourtour. Le chef n'est alors plus perçu comme celui qui conduit un rituel pour le bien commun, mais celui qui dirige, qui commande et qui se fait servir.
Avec le dernier grand kofun (Mise Maruyama, l. 318 m, Kashihara, préfecture de Nara), les haniwa qui servaient d'offrande de la communauté et de protection pour elle, disparaissent et, avec eux, ce qui faisait du tertre en trou de serrure un lieu pour accueillir les vœux pour le bien être de la communauté. Cette disparition implique la suprématie indiscutable du chef suprême. Le tertre le plus grand, après celui-ci, ne mesure plus que 100 m de long. Plus aucun kofun n'est construit ensuite.
On a également trouvé des aires entourées de haniwa à proximité des rivières.

## Technique de fabrication

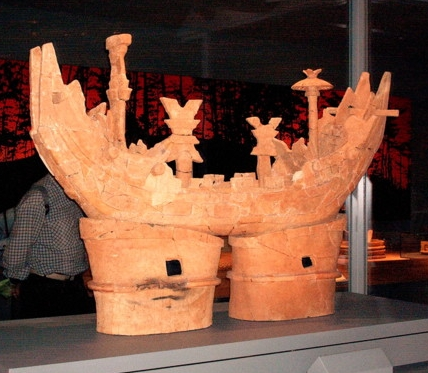
Haniwa en forme de bateau, trouvé au kofun de Takaraduka, Matsusaka-shi, préfecture de Mie.

Les haniwa sont réalisés en argile cuite non vernissée, fabriqués principalement selon la technique dite wasumi (ou colombin) qui consiste à monter l'objet avec des colombins (rouleaux) de terre. Les plus grands peuvent atteindre plus de 2 m.
Au VIe siècle, des regroupements de potiers spécialisés firent leur apparition, ce qui centralisa en quelque sorte la fabrication. Les haniwa partaient ensuite vers différents sites. Cependant, quelle que soit leur provenance, toutes les figurines sont creuses, comme les yeux et la bouche des personnages et animaux qu'elles représentent.
Les haniwa étaient également peints, comme l'étaient les parois des chambres funéraires et même les ossements. Ils portent notamment des traces de peinture rouge (extraite du fer), en particulier pour souligner les traits des personnages anthropomorphes. Ils étaient aussi décorés avec des pigments blancs (argile) et noirs (tirés du manganèse) qui se conservent d'ailleurs mal.

## Situation géographique
La plus grande partie des haniwa a été trouvée au sud de Honshû (本州) — plus particulièrement dans le Kínai (畿内), près de Nara (奈良) — et au nord de Kyûshû (九州).

## Diversité des formes

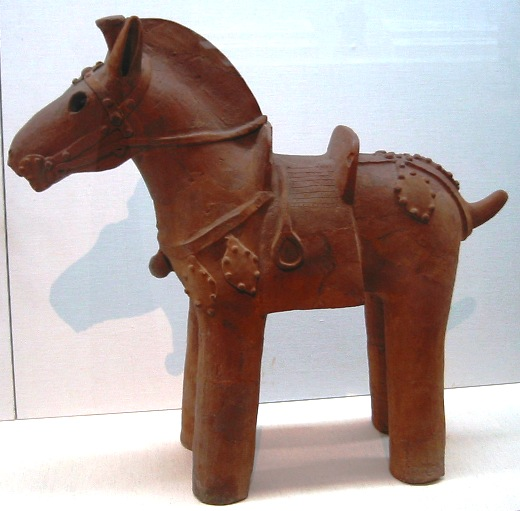
Haniwa en argile en forme de cheval, VIe siècle, Tôkyô National Museum.

Tous les haniwa semblent avoir un ou plusieurs orifices, qui ouvrent sur la partie creuse de la céramique. Ils sont parfois non figuratifs (triangles, disques…), parfois figuratifs (yeux, bouches, fenêtres…) et parfois dissimulés (à la base d'un carquois, par exemple).  

### Leshaniwaen forme de cylindres, de volubilis ou en forme de vases
La forme des offrandes haniwa des tombes évolua progressivement. Les plus anciens (IIIe siècle-Ve siècle) étaient de forme cylindrique ou semblables à de grands vases (sur leur piédestal pour les plus anciens). Ils étaient cuits dans de petits fours voisins du monument. Sous forme de vase sur piédestal, il en existe aussi en forme de volubilis (haniwa évasé) au VIe siècle. La forme « vase » perdure tout au long de la période. Leur partie inférieure, cylindrique ou ovale était enfouie dans des trous ou des fossés disposés devant ou sur le tumulus.
Le type cylindrique est le plus communément rencontré, et monté en enroulant le cordon d'argile (de 3 à 4 cm de section) sur lui-même. Des décors peuvent avoir été tracés à la baguette de bois sur les surfaces externes lissées à la main, l'intérieur étant lissé à la spatule. Le montage s'effectuait en autant de phases de 10 à 20 cm que nécessaire, avec des niveaux marqués par des lignes en relief faisant l'effet et l'office d'un cerclage. On y pratiquait des orifices circulaires ou autres.

### Leshaniwafiguratifs, témoins de l'élite
À ceux-ci s'ajoutent divers motifs caractéristiques d'une aristocratie militaire : au IVe – Ve siècle : parasols, maisons, mais aussi des oiseaux. Puis au Ve siècle : armures, boucliers, carquois, sabres. Aux Ve – VIe siècle : personnages, chevaux, chiens, sangliers. À partir de la seconde moitié du Ve siècle apparurent des haniwa de formes animales et humaines : chiens, chevaux, oiseaux, cerfs mais aussi, pouvant parfois dépasser 1,30 mètre de haut, guerriers, musiciens, danseurs, prêtresses…
La diversité, notamment des costumes, met en avant la hiérarchisation de ces sociétés. Pendant la période des kofun (古墳), une société de haute aristocratie avec des dirigeants militaires se développe. Ses cavaliers portent des armures de fer et des armes, notamment des épées.
Des substituts d'épée de bronze reproduites en pierre polie ont été découverts dans les vestiges d'habitations de grande taille et fortifiées, attribuées à quelque chef de clan puissant. Ces substituts d'épée étant, à l'origine, produits en Corée au sein de la culture du poignard de bronze (entre environ 800 avant notre ère et 200 de notre ère).

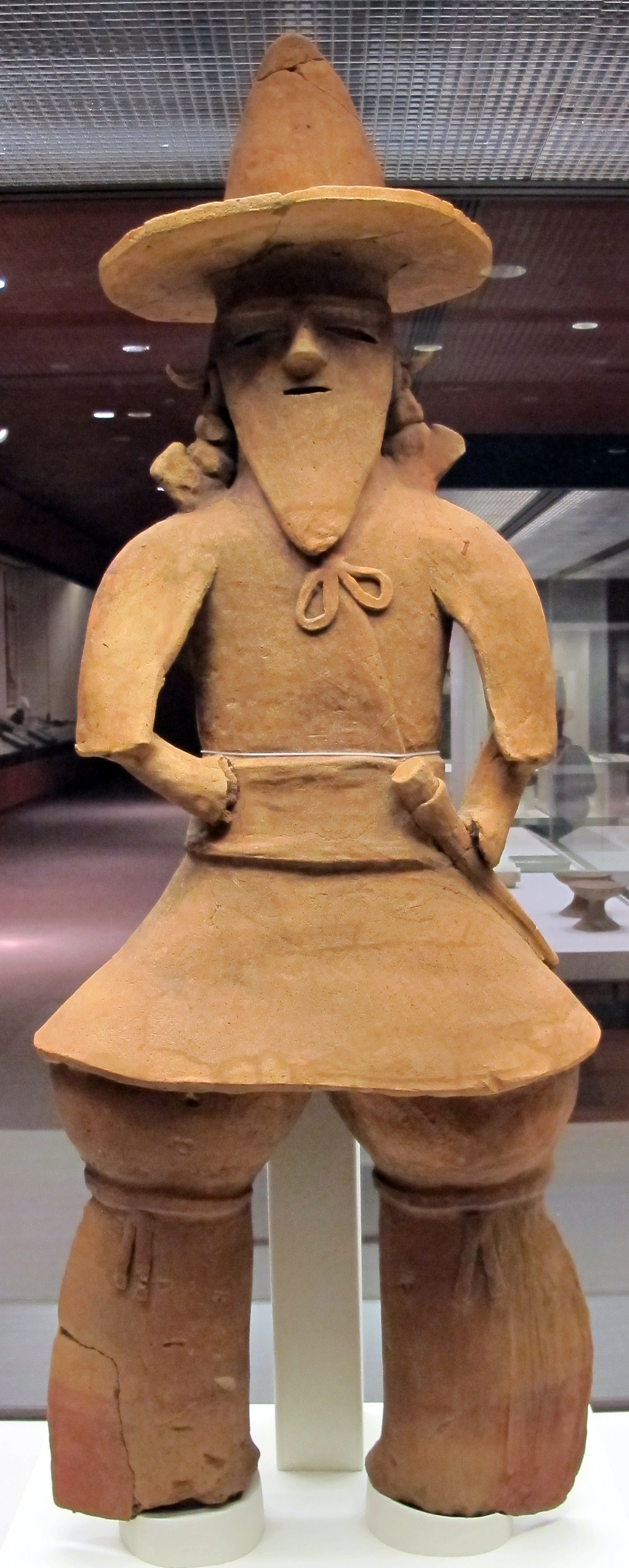
Haniwa d'un personnage important (chef ?) armé. Ibaraki, vers 500, British Museum.
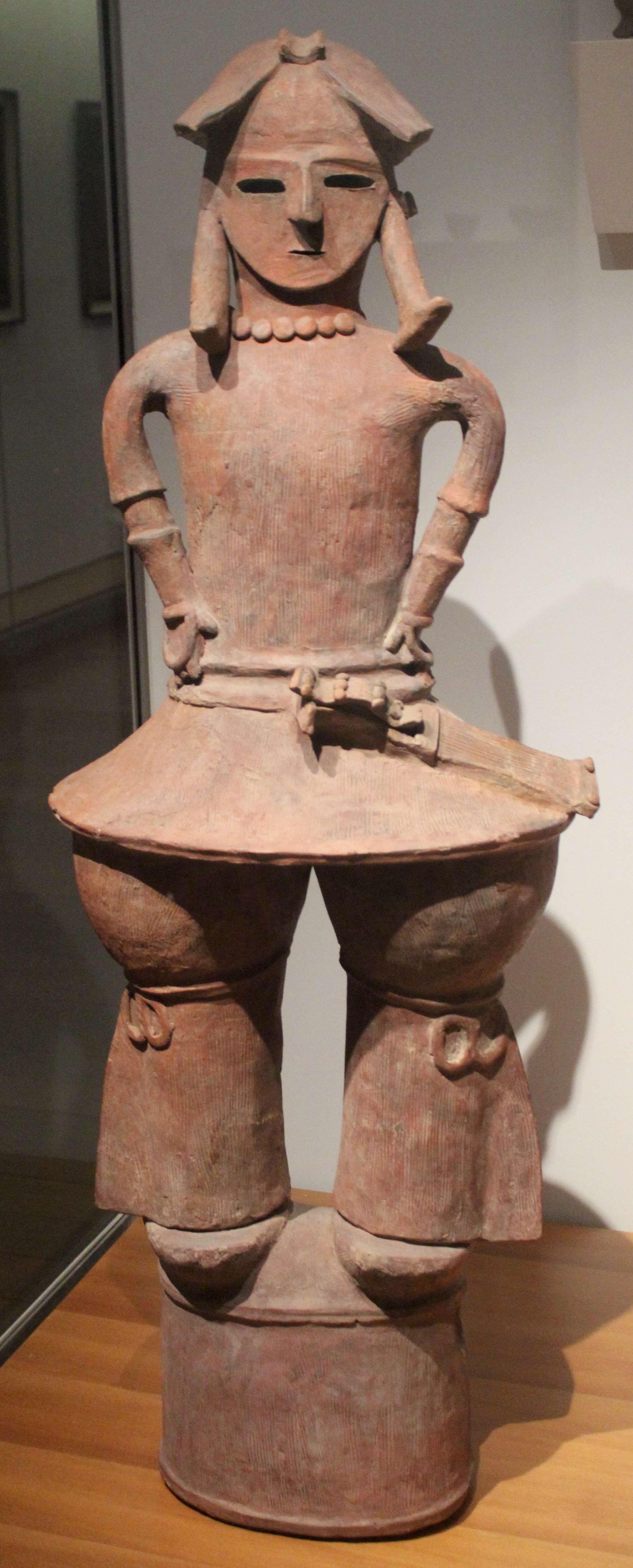
Haniwa d'homme armé, h. environ 120 cm, VIe siècle, musée Guimet.
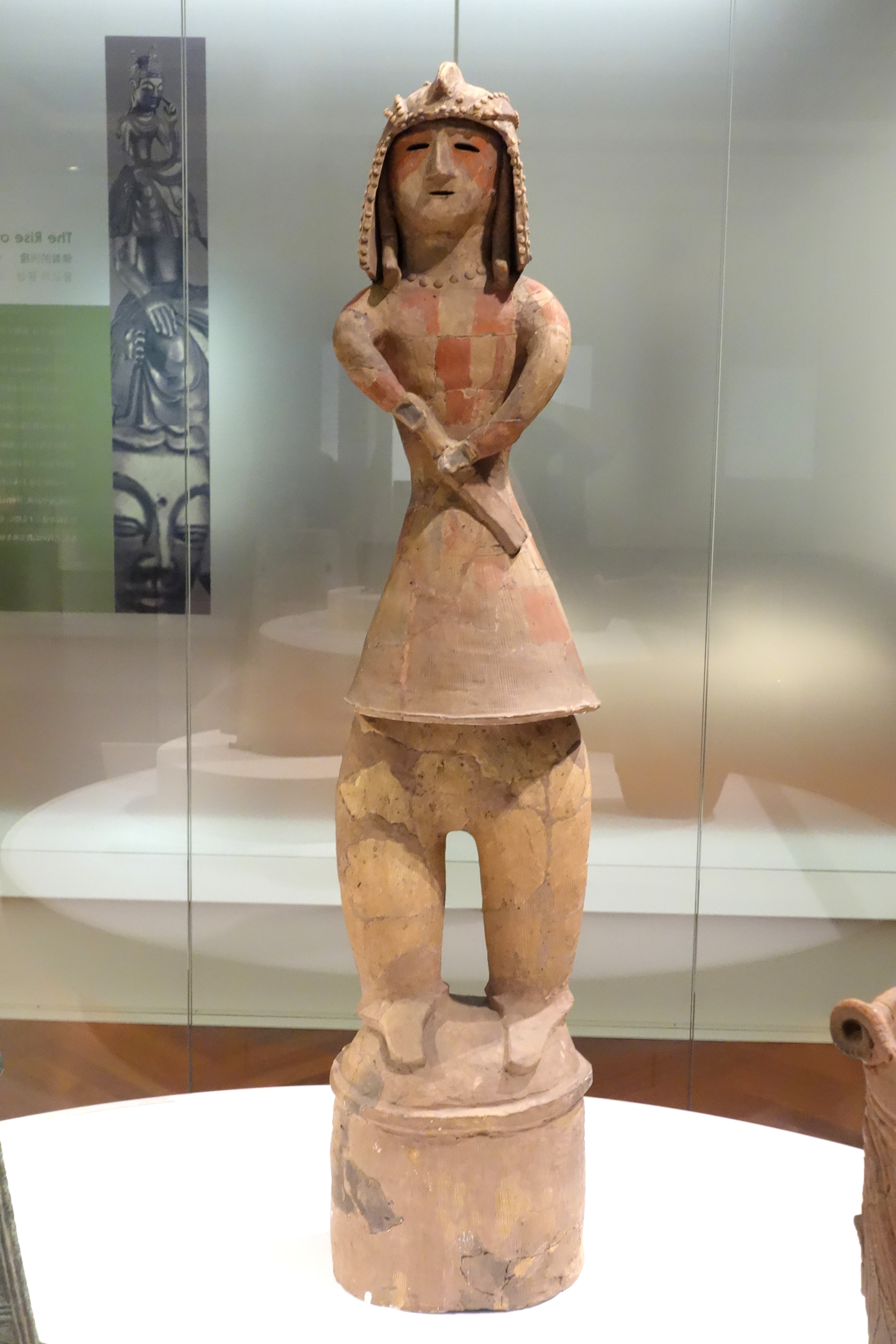
Haniwa d'homme armé, pigment rouge, tumulus Niwatorizuka, Mooka, Tochigi, VIe siècle, Tokyo National Museum.
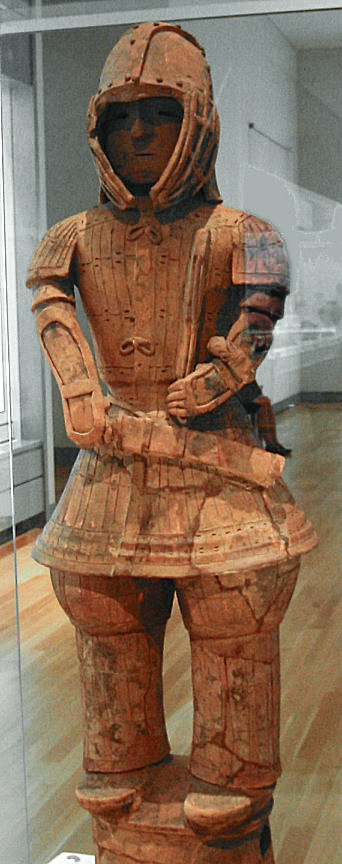
Haniwa d'homme armé et protégé par une armure lamellaire (h. 130,5 cm), VIe siècle, Tokyo National Museum.
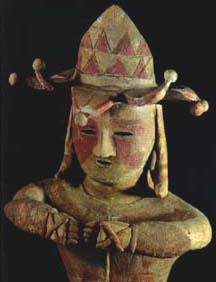
Haniwa d'homme en chapeau à clochettes, jambes croisées, armé, pigment rouge (h. 91 cm)[11]. Iwaki, Fukushima, VIe siècle (?), Iwaki High School
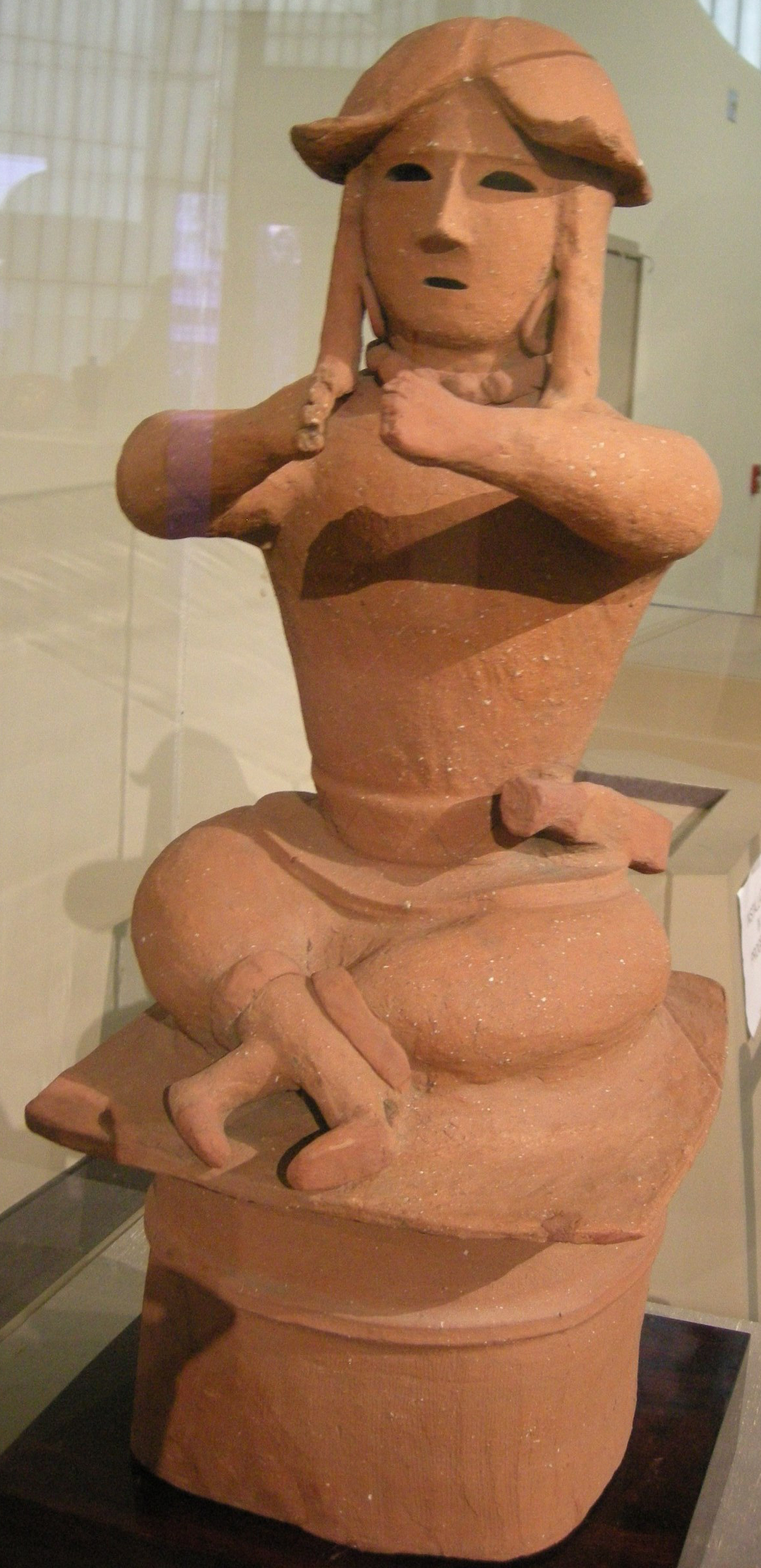
Haniwa d'homme armé, VIe siècle, LACMA.
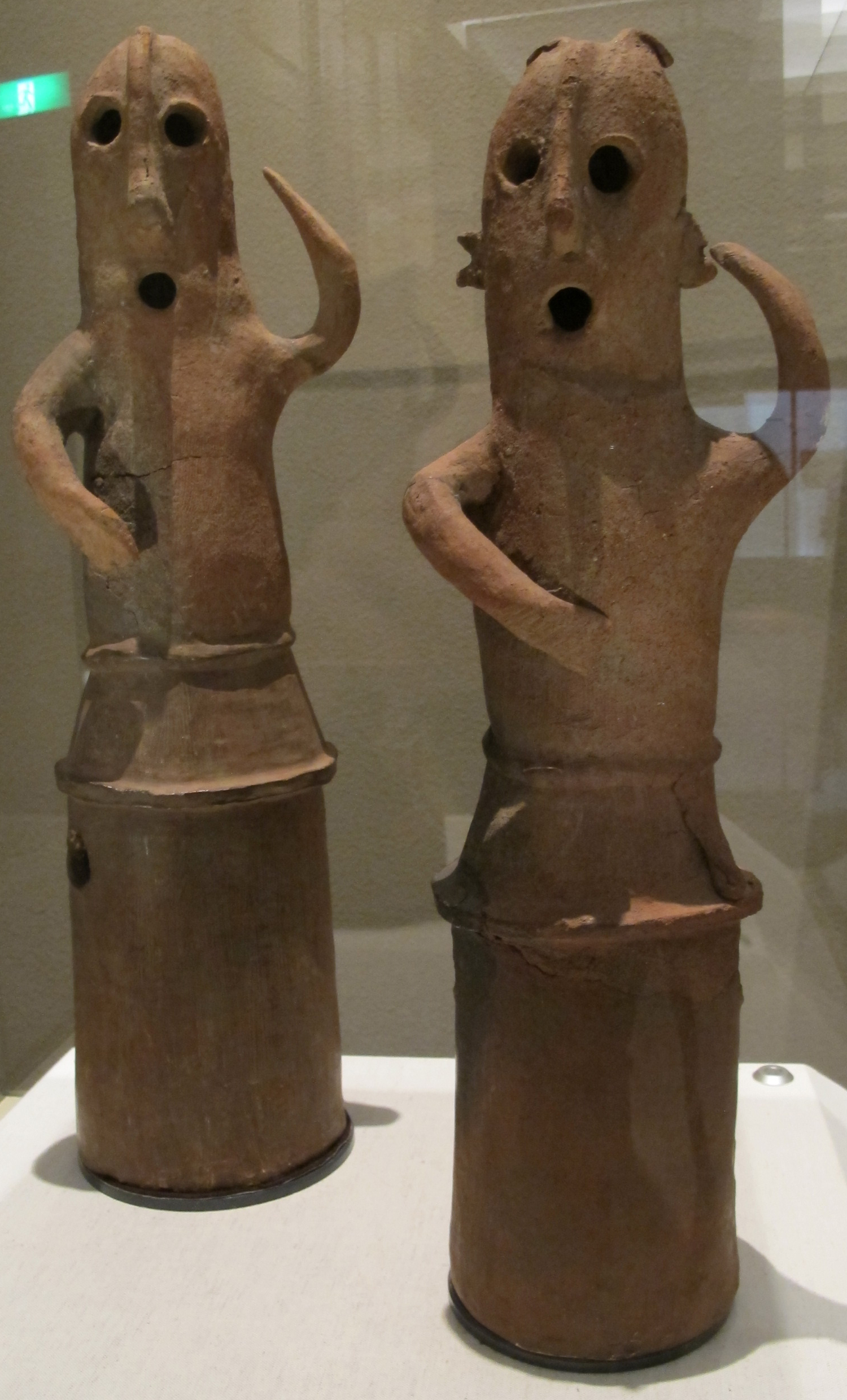
Haniwa de danseurs, VIe siècle, Tokyo National Museum.
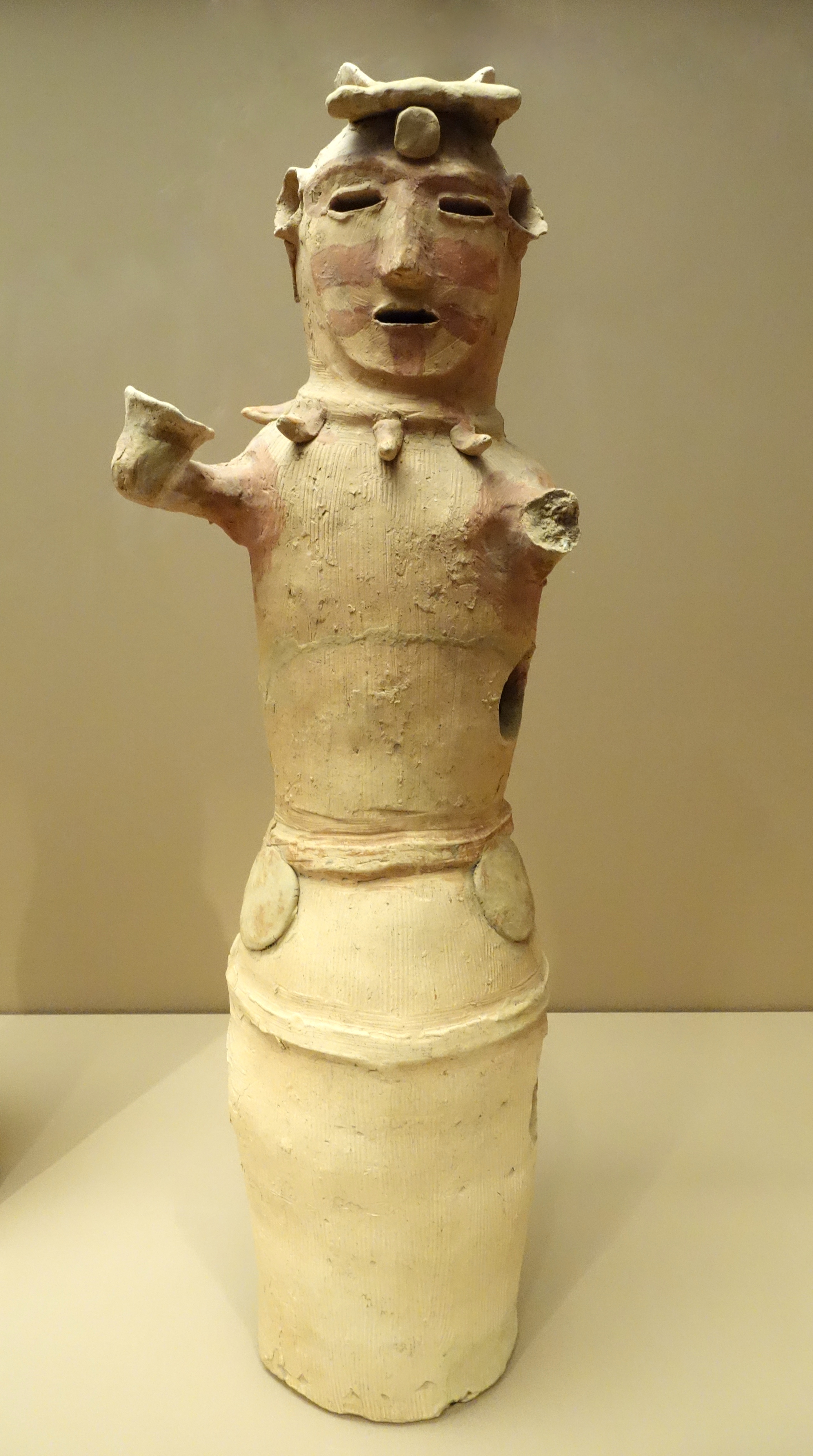
Haniwa de femme chaman (?), portant au cou des magatamas, période Kofun, Musée d'art asiatique de San Francisco.
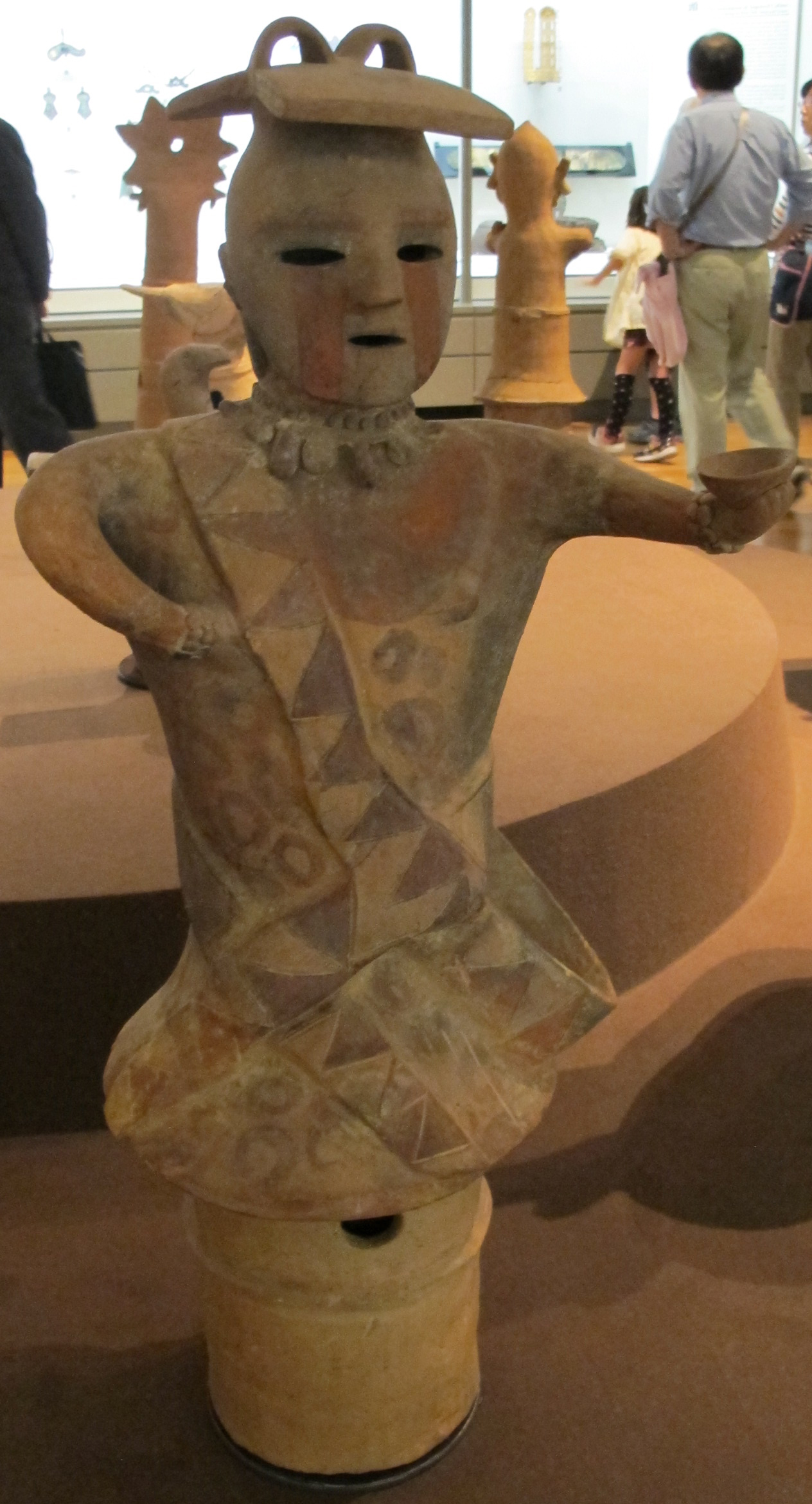
Haniwa de femme, peint au pigment rouge, VIe siècle, Tokyo National Museum.
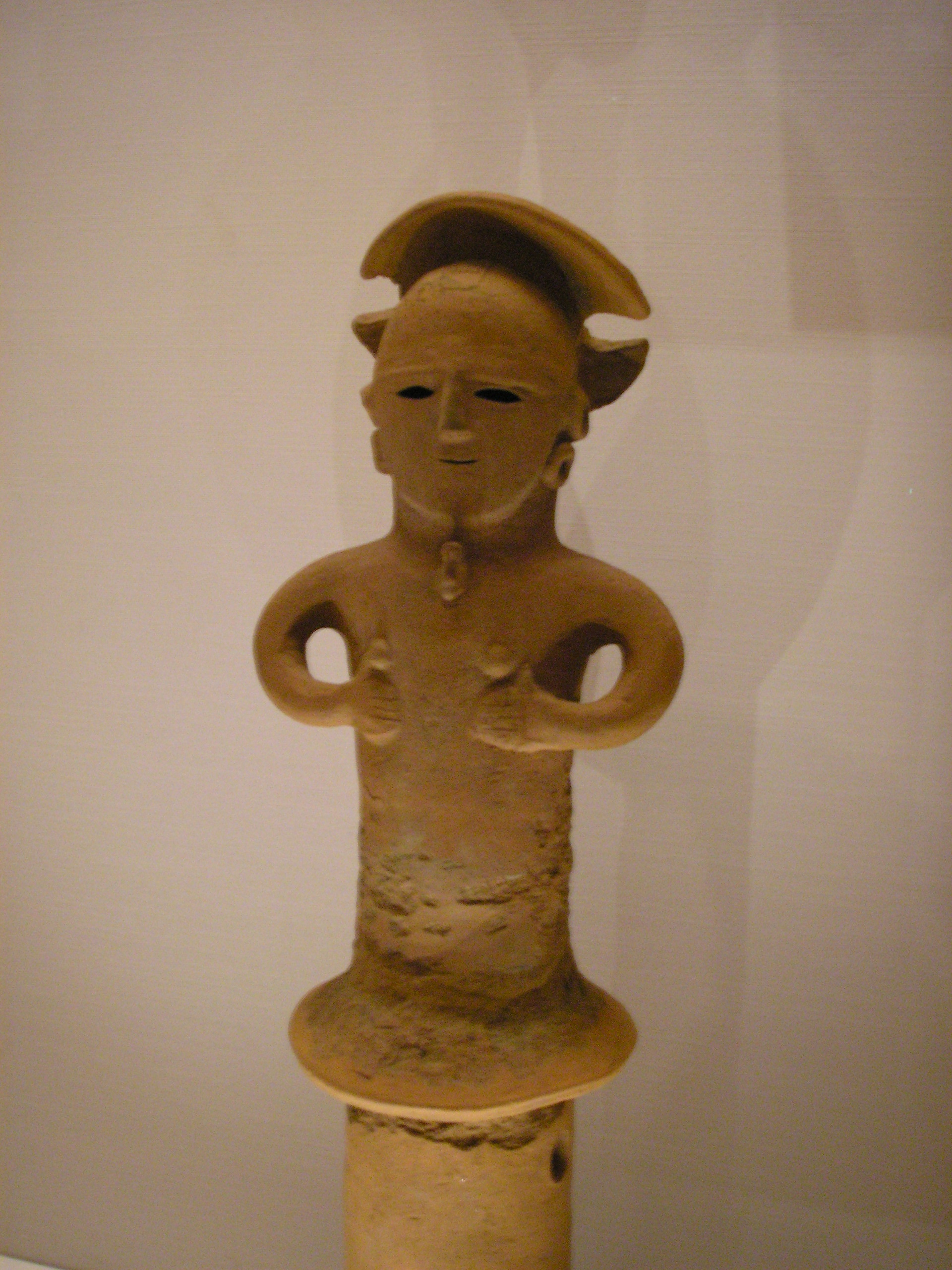
Haniwa de femme nue, VIe siècle, Musée d'art asiatique de Berlin.
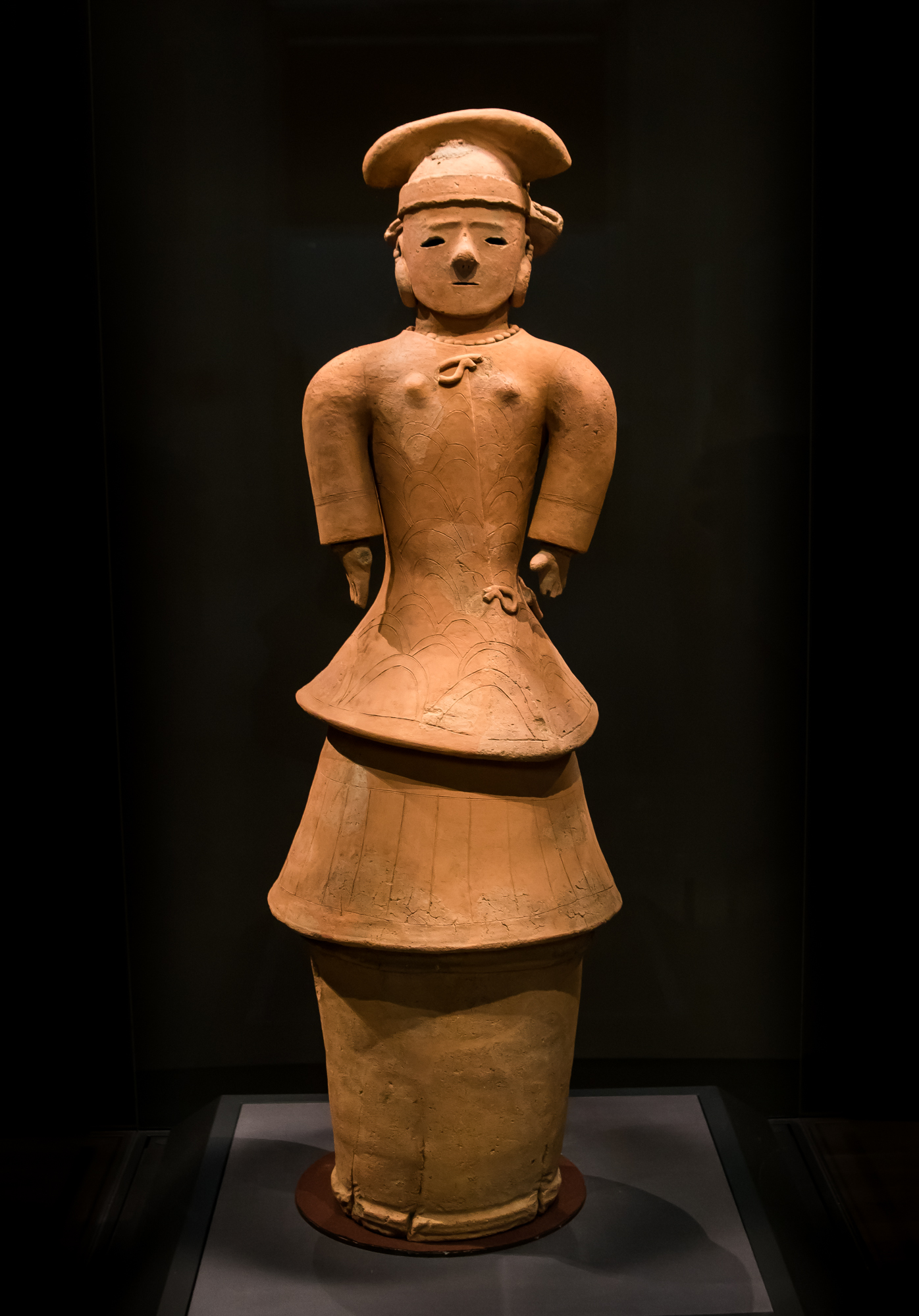
Haniwa de femme en grande tenue, VIe siècle, Tokyo National Museum.

## Fin de la période deskofunet deshaniwa
L'arrivée du bouddhisme au Japon entraînera la disparition de cette forme de statuaire en apportant de nouveaux modes d'inhumation.

## Des sculptures en pierre parfois dénomméeshaniwa, à tort
Même si le mot haniwa définit des statues de terre cuite (qui sont de loin les plus nombreuses), on en a parfois élargi le sens. En effet, des sculptures de chevaux de pierre (石馬, sekiba), d'hommes (石人, sekijin) ou de boucliers ont été trouvées dans le nord de Kyūshū, taillées dans la lave du mont Aso (阿蘇山), ainsi que des objets en bois (木製品, mokuseihin), très rares à cause de la difficile conservation du bois, dans le Kinai, et ces sculptures portent, parfois, également le nom de haniwa. Mais Koji Mitzoguchi ne fait pas cet amalgame et distingue bien un haniwa, en terre cuite, et une sculpture, taillée dans la pierre.

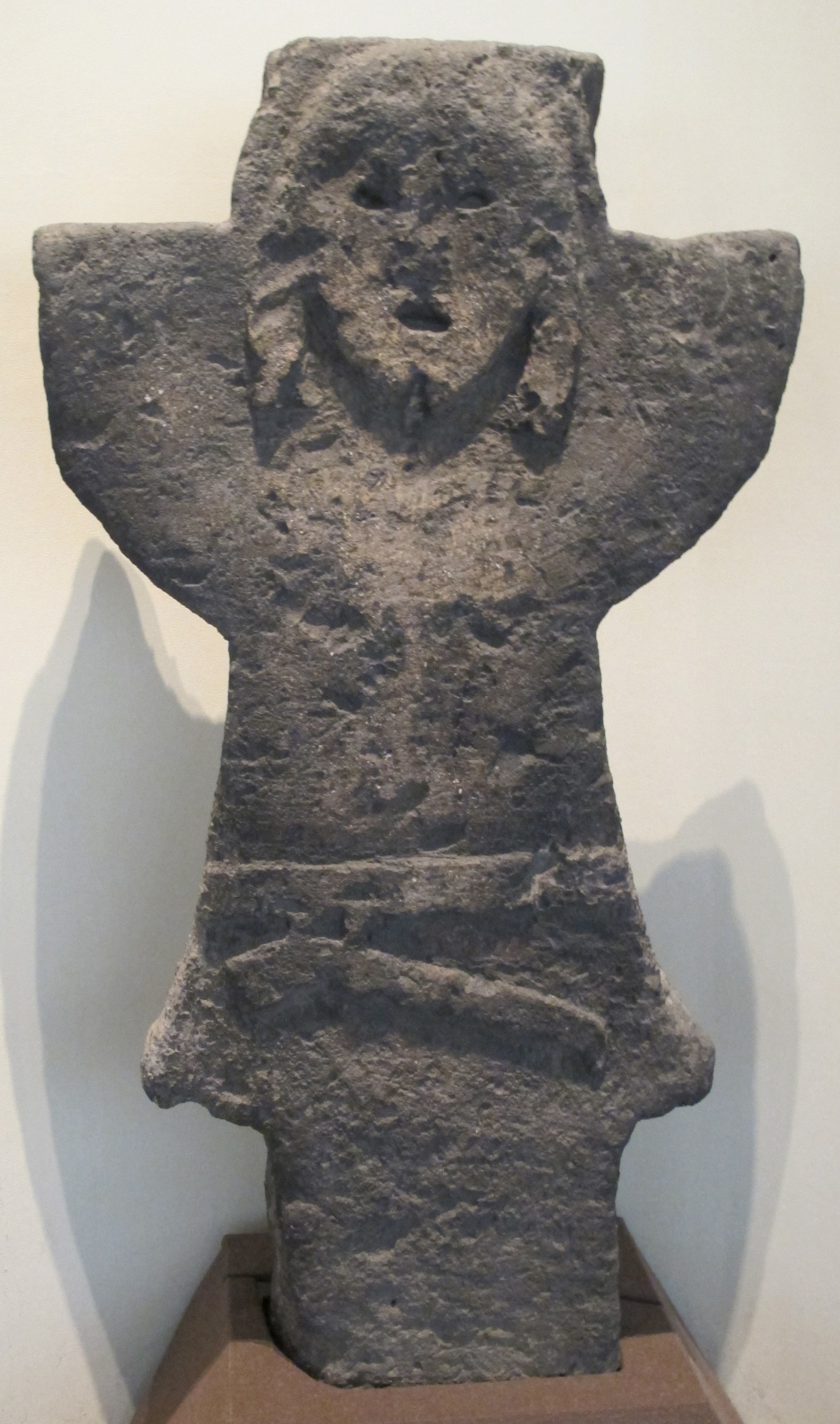
Une personne, statuette en roche volcanique, première moitié du VIe siècle. Tumulus d'Iwatoyama, Yame, Fukuoka, Tokyo National Museum.
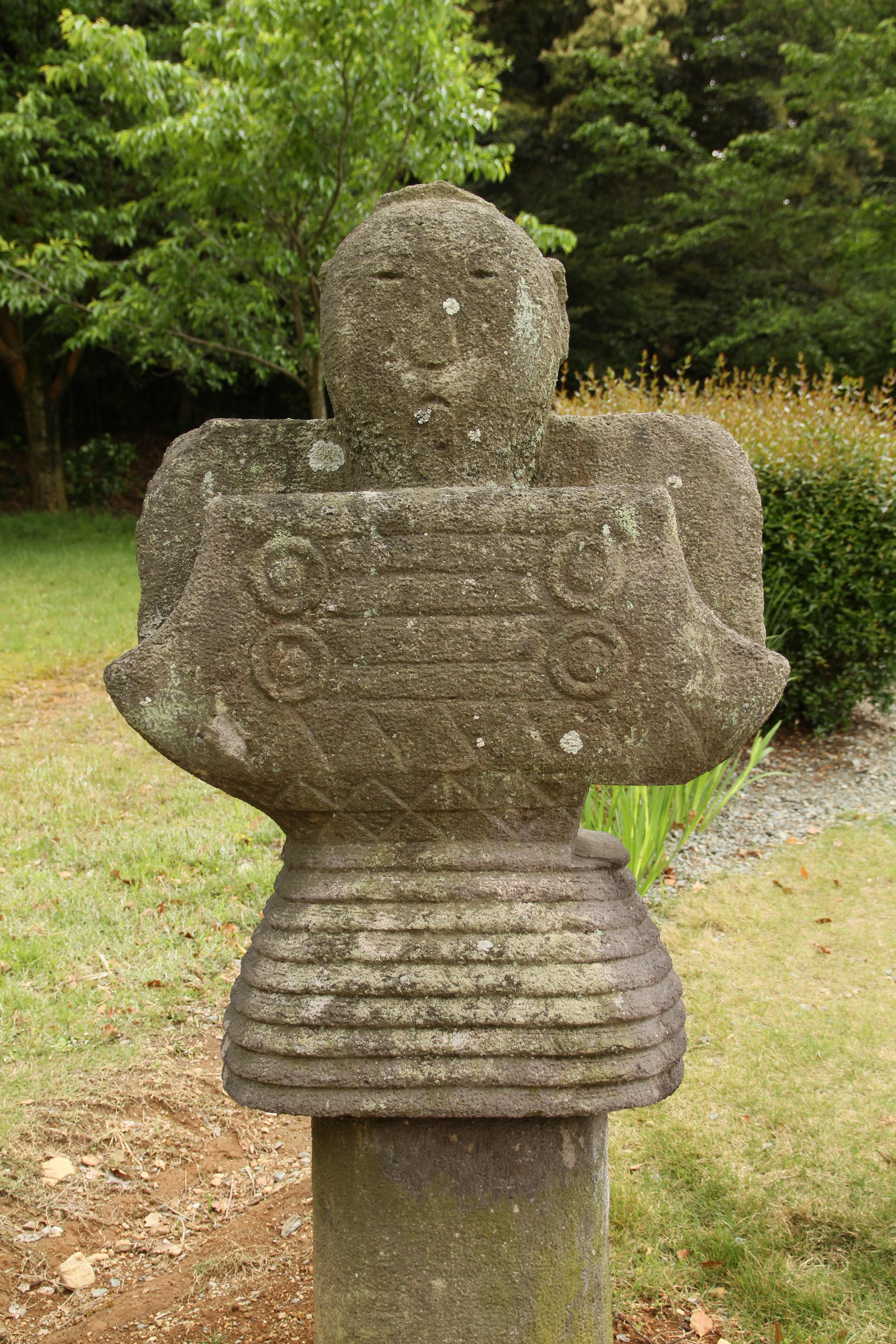
Reconstitution d'une sculpture sekijin du kofun Sekijinsan. Groupe des tertres de Yame, Fukuoka.
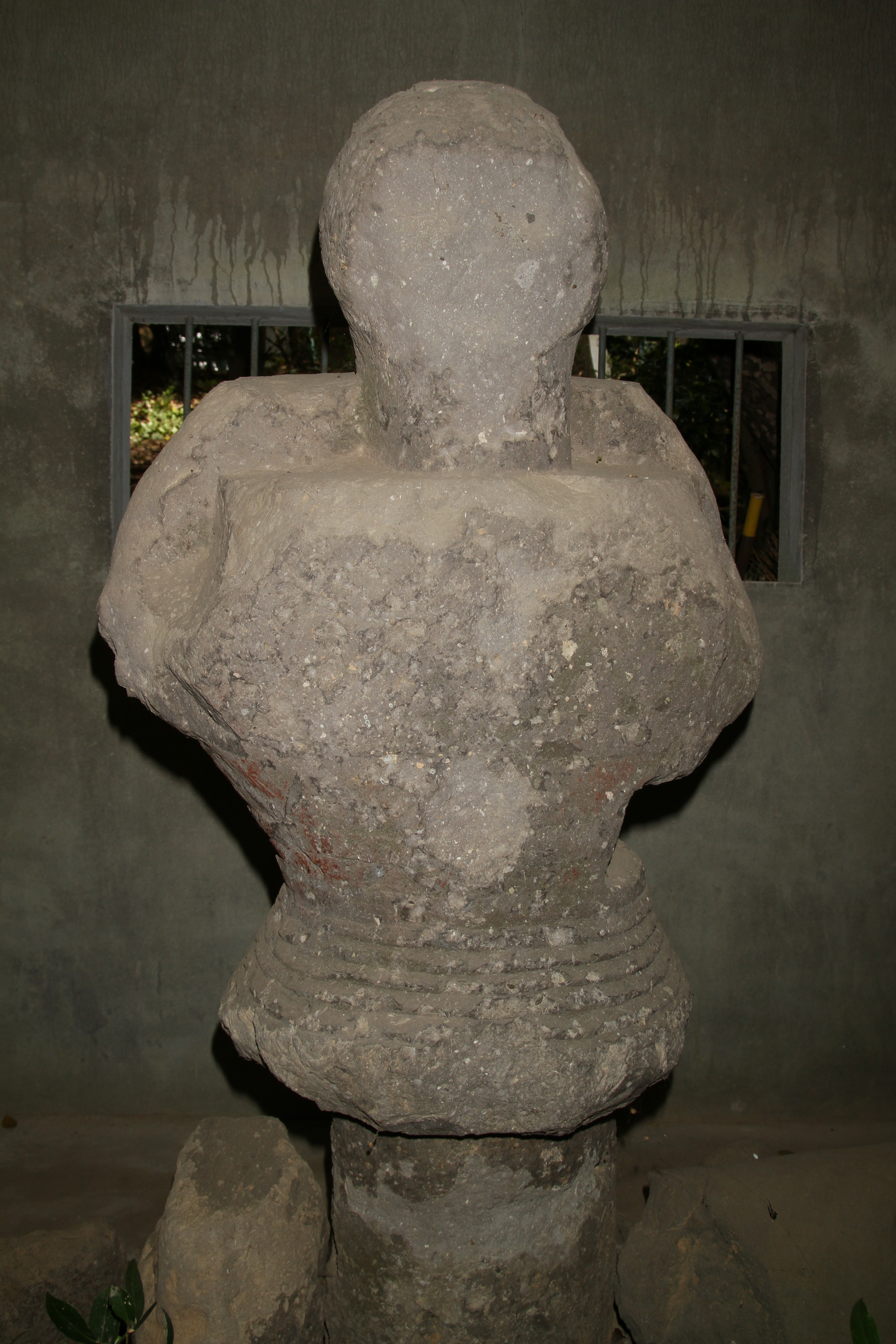
Un original très fortement usé, qui présente néanmoins des traces de couleur.

Ils apparaissent à la période du Kofun moyen, Ve siècle. Ces nouveautés apparaissent au nord de Kyushu, face à la Corée. Les haniwa sont alors accompagnés de statues taillées dans la pierre qui représentent souvent des hommes et des chevaux, mais aussi d'autres motifs.